# Historia del Biotren

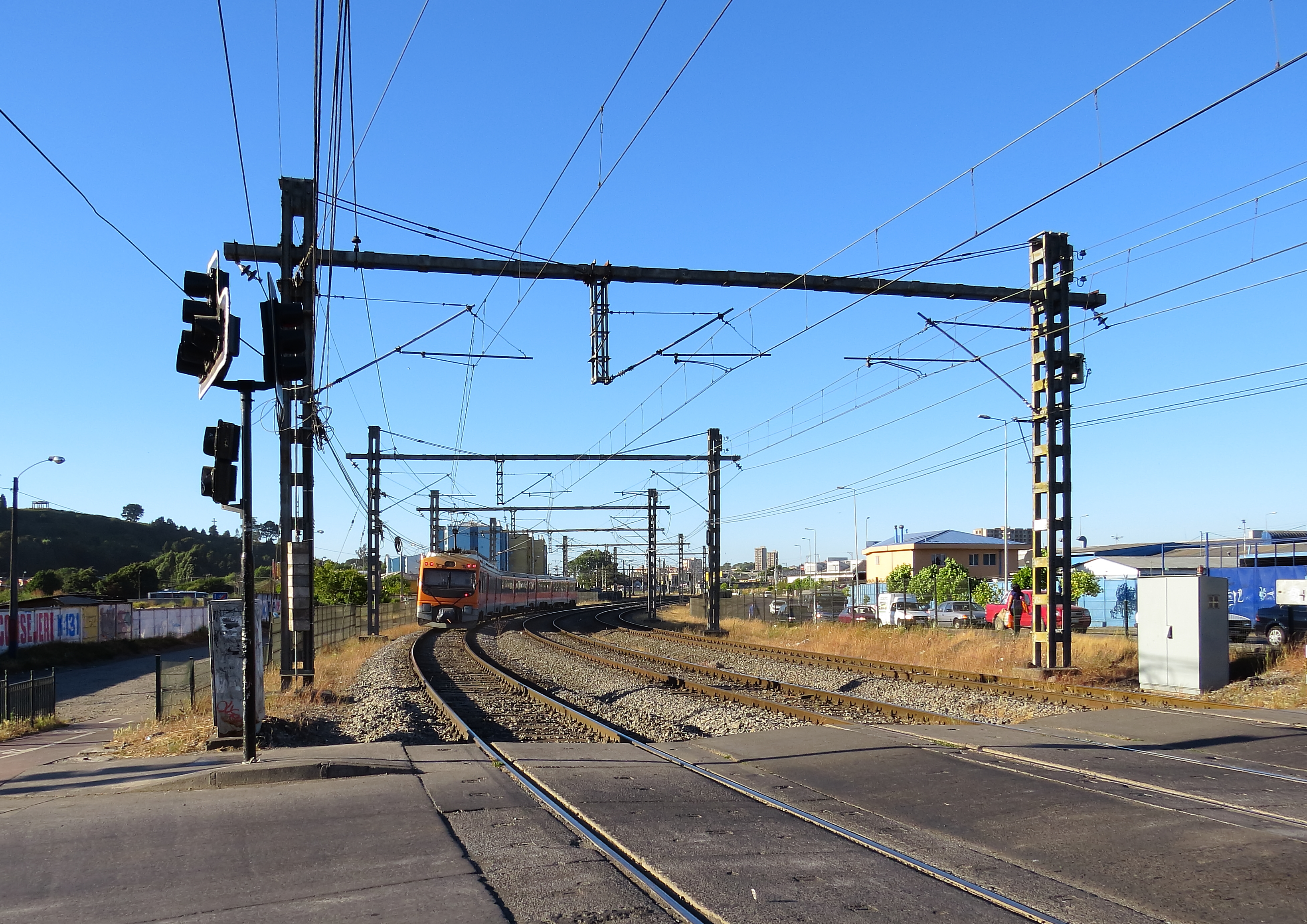
Biotrén saliendo desde la estación de Concepción.

El Biotren es un servicio metropolitano suburbano de Tren, que ha evolucionado paulatinamente para posicionarse en el transporte público del Gran Concepción. Durante su desarrollo ha poseído distinto tipo de material rodante, y las estaciones han evolucionado, desde una estructura muy simple a las estaciones actuales, con mejores prestaciones.
La primera línea, que incorporaba 5 estaciones, se puso en marcha el 1 de diciembre de 1999.  Actualmente cuenta con dos líneas, 25 estaciones, y una extensión de 66,6 kilómetros, por los que diariamente se transportan en promedio cerca de 37 mil personas, llegando a su peak histórico el 9 de noviembre de 2023 con 48.724 pasajeros transportados dicho día.
Al 2023 existen dos planes de extensión, en virtud del plan "Mas Movilidad": la extensión de la Línea 2 hacia la comuna de Lota, y la creación de una Línea 3 que conecte a Concepción con la comuna de Penco.

## Resumen general

Mapa con la red actual del Biotrén

| Línea | Línea                                 | Largo    | Estac. | Fecha       | Estaciones                                                                                            |
| ----- | ------------------------------------- | -------- | ------ | ----------- | --- |
|       | El Arenal - Chiguayante               | 23 km    | 5      | 1 dic 1999  | El Arenal Los Cóndores UTFSM Concepción Chiguayante                                                   |
|       | Pedro Medina - Hualqui                | 13,4 km  | 4      | 1 mar 2001  | Pedro Medina Manquimavida Valle del Sol Hualqui                                                       |
|       | Lorenzo Arenas                        | estación | 1      | 1 mar 2001  | |
|       | Concepción - Lomas Coloradas          | 12,2 km  | 5      | 24 nov 2005 | Concepción (nueva) Juan Pablo II Diagonal Biobío Costa Mar Lomas Coloradas                            |
|       | Mercado                               | 1,6 km   | 1      | 24 nov 2005 | |
|       | Hospital Las Higueras                 | estación | 1      | 24 nov 2005 | |
|       | La Leonera                            | estación | 1      | 24 nov 2005 | Reemplaza a estación Valle del Sol                                                                    |
|       | Alborada                              | estación | 1      | 6 mar 2014  | |
|       | Cardenal R. Silva Henríquez - Coronel | 17 km    | 7      | 1 mar 2016  | Cardenal R. Silva Henríquez Hito Galvarino Los Canelos Huinca Cristo Redentor Laguna Quiñenco Coronel |
|       | El Parque                             | estación | 1      | 30 ene 2017 | |
|       | Coronel Sur - Lota                    | 9 km     | 4      | c. 2027     | Coronel Sur Playa Blanca Matías Cousiño Lota                                                          |
| L3    | Concepción - Lirquén                  | 19,4 km  | 5      | c. 2030     | Estaciones aún por definir                                                                            |

## Puesta en marcha
La marcha blanca del servicio Biotrén se inició el 16 de noviembre de 1999, y su puesta en marcha ocurrió el 1 de diciembre del mismo año, operando inicialmente entre las 6:00 y 22:08. Anteriormente se evaluaban nombres para el servicio de metrotrén, sin embargo se optó por el nombre Biotrén ya que era la denominación que le entregó de forma espontánea la población de la zona.

### Nombre
Una de las características más especiales es que el nombre del servicio fue elegido por los propios usuarios, a través de un concurso abierto donde se recibieron miles de propuestas. El nombre ganador por ser el más propuesto fue precisamente "Biotrén", que une la identidad de la Región del Biobío, con su sistema de transporte ferroviario. Las propuestas fueron recibidas a través del Diario El Sur y el sitio web regional Contactoconce.cl. Entre los jurados estuvo Alejandro Aguín, director de esta última.[cita requerida]

### Estaciones (primera generación)
El sistema consistía en tres estaciones y dos paraderos que eran:
| Corredor Talcahuano-Chiguayante De noroeste a sureste | - Estación Talcahuano-El Arenal - Los Cóndores - Universidad Técnica Santa María - Antigua Estación Central de Concepción - Estación Chiguayante |

La Estación El Arenal de Talcahuano fue refaccionada totalmente después de más de una década sin uso para pasajeros. La Antigua Estación Central de Concepción fue adecuada para su nuevo uso, y la Estación Chiguayante fue reacondicionada, y se instaló un andén de llegada en una de sus vías locales, con una nueva boletería, y confinamiento. Los paraderos constaban de andenes, boletería, iluminación, refugios con bancas y confinamiento. Se reparó la electrificación hacia Talcahuano, y días previos se hicieron viajes de marcha blanca.

### Material rodante: Automotor Eléctrico Local (AEL)
Se reacondicionó en la Maestranza de San Eugenio (Santiago) cuatro automotores japoneses Nissho Iwai de la serie AEL (35, 36, 37 y 38).[cita requerida]

### Adecuación del servicio local
Para el nuevo servicio se reorganizó el personal de EFE en la zona. También se reorganizaron los servicios locales como el Corto, que llegaba a La Laja y a Renaico.[cita requerida]
El servicio en los primeros meses fue cambiando itinerarios con el fin de ajustarse a la demanda del público. Además el servicio regional del Corto se vio potenciado en la época estival ya que consultaba detenciones en las estaciones y paraderos incorporados por el Biotrén.[cita requerida]

### Modalidad de viaje
Para viajar en Biotrén se adquiría un pasaje por el valor de $220 en la boletería, y en la puerta el Controlador, cortaba la colilla. Finalmente uno subía al automotor y llegaba a su destino. El Biotrén se convirtió en una alternativa al paseo familiar de fin de semana, sin embargo, no obtuvo buenos resultados, producto de la época estival.[cita requerida]

### Programa Ribera Norte y primeros cambios
Por otro lado, por esos días, estaba operando el Programa de Recuperación Urbana Ribera Norte, que fue presentado en 1994. Este programa contemplaba la recuperación de terrenos ribereños del Biobío para el uso de la ciudad. Dentro de este programa se contempló la reorganización de las líneas férreas en el sector. Un tema candente fue el Soterramiento de la Vía Férrea, que quedó sepultado por el alto costo que se estimaba en esa época. Finalmente dentro de las soluciones que se propusieron estuvo el crear una "Pieza de Ensanche", que desplazaba la vía 120 m hacia el río.[cita requerida]
También contemplaba:
- Creación de un Barrio Cívico, en torno a la Antigua Estación Central de Concepción que sería la nueva sede del Gobierno Regional del Biobío.
- Supresión de la Maestranza de Concepción, para la obtención de nuevos terrenos que generarían un Parque Central y terrenos con los que se financiaría la urbanización de los terrenos.
- Reubicación de pobladores de la ribera, con programas especiales de vivienda.
- Construcción de una nueva subestación ubicada en un nuevo sitio dentro del triángulo en el sector de Chepe, y la construcción de una variante que uniera la vía hacia Curanilahue con el ramal a Rucapequén.
- Construcción de una nueva estación ferroviaria, en torno a la nueva ubicación de la vía.

En esos días comenzó la construcción, de la nueva vía férrea 120 m más cerca del río y la construcción de una estación "provisoria", modular y desmontable, para el nuevo servicio de Biotrén. La puesta en marcha de la nueva vía supuso algunos incrementos en los tiempos de viaje.
Finalmente, ese año fue inaugurada la nueva estación que estaba conectada a Prat mediante una prolongación de la calle Ramón Freire (Ramón Freire Poniente). Se empieza a su vez la construcción de un hipermercado en la manzana comprendida por Avenida Arturo Prat, Ramón Freire Poniente, Avenida Nueva de Arturo Prat (Avenida Padre Alberto Hurtado) y Maipú Poniente.[cita requerida]
El año 2000, con estos nuevos cambios, se vio disminuida la afluencia de público por la mayor distancia de la nueva estación del Biotrén. Se contempló la creación de nuevos paraderos, la extensión del Biotrén a Hualqui y a Puerta Los Leones, y luego la doble vía Chiguayante-La Leonera. También se piensa en hacer una combinación con buses en Concepción y en Talcahuano. También se concretó el Taller Ferroviario Hualqui.[cita requerida]
En una nueva época estival se comenzaron a utilizar automotores AEL en el servicio de Corto al poblado de La Laja, y se incrementan algunas frecuencias.[cita requerida]

## Nuevos cambios

### Estaciones (segunda generación)
En 2001, se terminan los nuevos paraderos y empieza a operar el taller Hualqui. Así queda configurado el nuevo sistema:
| Corredor Talcahuano-Hualqui De noroeste a sureste | - Estación Talcahuano-El Arenal - Los Cóndores - Universidad Técnica Santa María - Lorenzo Arenas - Estación Concepción - Estación Chiguayante - Pedro Medina - Manquimávida - Valle del Sol - Estación Hualqui |

Quedó pendiente el tramo a Puerta Los Leones, la combinación con buses y la doble vía Chiguayante-La Leonera.[cita requerida]

### Modalidad de viaje
Con la incorporación de las nuevas estaciones y paraderos cambian algunos aspectos del sistema.[cita requerida]
- Hay control a la entrada del andén de los boletos entre Talcahuano-el Arenal y Chiguayante, en donde funcionan boleterías (la estación de Hualqui también tiene boletería). En el sector Pedro Medina a La Leonera hay control y venta de boletos a bordo del tren, por la inexistencia de boleterías y confinamiento. Por esto se instaura la presencia de un conductor en los automotores del Biotrén.
- Los Servicios Regionales a las localidades de La Laja y Renaico, cobraban tarifa Biotrén en el sector Talcahuano-Hualqui.
- Se acepta pase escolar, en vez del pase especial de Biotrén.
- El pasaje sube a $250.

### Incorporación de material rodante: Automotor Eléctrico Suburbano (AES)
En 2002, se comienzan a usar los AES 8 y 14 que habían llegado un año antes desde Merval como cambio por los UT 440 R destinados para esa zona.

### Extensión al Puerto y otras innovaciones
Luego de varios problemas con el arreglo de una matrices de ESSBIO, y el tratamiento tardío de taludes en la zona del Puente de Arco, comienzan las labores de recuperación del patio de la antigua estación Talcahuano-Puerto, que se renombraría Plaza El Ancla. Se construyó un paradero con boleterías, una vía local y la cola de maniobras. La electrificación llegó hasta antes del cruce Unión. Problemas con el Municipio de Talcahuano, frenaron las obras de electrificación.[cita requerida]
En 2003, se consolidan los itinerarios, pasando a ser prácticamente cada una hora, con supresión en hora de almuerzo. Siguen los problemas con la extensión a Plaza El Ancla, a pesar de que intervinieron autoridades regionales, ningún tren llegó hasta Plaza El Ancla.[cita requerida]
Se comienza a construir Avenida Nueva de Arturo Prat (Avenida Padre Alberto Hurtado) por etapas. Se construye un guardacruzada automático en el cruce de esta avenida con calle Desiderio Sanhueza.[cita requerida]

## Transformación con Biovías
En enero de 2004 el presidente Ricardo Lagos Escobar da a conocer a Biovias: el nuevo Sistema de Transporte Integrado de Concepción, que incluía renovación al Biotren que reemplazaba el parque de automotores, de reestructurar la Red de Biotrén creando, remodelando y reubicando las estaciones y de integrarla con otros modos de transporte a través de Estaciones de Intercambio Modal (EIM).[cita requerida]

### Gestiones de Ferrocarriles Suburbanos de Concepción S.A. (FESUB Concepción S.A.)
Para esto se mandata a Ferrocarriles Suburbanos de Concepción (FESUB Concepción S.A.) para licitar las obras. Así por un lado se licitan las siguientes obras:
- Construcción de Estaciones de Biotrén:
  - Grupo Hualqui- Chiguayante
  - Grupo Juan Pablo II - Lomas Coloradas
  - Grupo Mercado - Lorenzo Arenas (así se desmantela la estación Plaza El Ancla.)
- Readecuación de Estación Central de Concepción.
- Reconstrucción vías sector Talcahuano - Concepción y Biobío - Lomas Coloradas.
- Construcción de Segunda Vía y electrificación de Chiguayante- La Leonera.
- Pintura y Reparación de Puente Biobío (en Concepción).
- Construcción de Talleres Ferroviarios Omer Huet.
- Construcción de Edificio para Control de Tráfico Centralizado (CTC) Ferroviario, Control de Sistema Control de Área de Tránsito (SCAT Biobío) y Control de Gestión de Buses, y Estación de Intercambio Modal (EIM) Concepción.
- Construcción de Puente Paicavi (subramal Concepción-Lirquén).
- Determinación del tipo de automotor a comprar.

### Gestiones de EFE mediante Contratos de Provisión de Infraestructura Ferroviarios (CPIF) y Proyecto de Seguridad Ferroviaria
Por otro lado, la Empresa de los Ferrocarriles del Estado (EFE) había licitado los Contratos de Provisión de Infraestructura Ferroviaria (CPIF)con el Proyecto Señalización, Electrificación y Comunicaciones (SEC) a cargo de la empresa ENYSE ESPAÑA, La energía Eléctrica por CAM y las Comunicaciones por SICE; y el Proyecto Zona Centro (PZC) a cargo del Consorcio Tecsa Dragados (TECDRA).[cita requerida]
El Proyecto SEC está encargado de: 
- Mejorar la electrificación existente entre Mercado-Hualqui.
- Construir el sector Lomas Coloradas-Concepción.
- Construir el nuevo sistema de señalizaciones y los sistemas de cambios
- Construir guardabarreras automáticos en los cruces de mayor complejidad del sector (Las Higueras (Desiderio García), Los Cóndores (Las Amapolas), Medio Camino (Ejército), Chiguayante (Santa Sofía) y Diagonal Biobío.
- Habilitar S/E Quilacoya

El PZC está encargado de:
- Cambio de durmientes en primera vía Chiguayante - La Leonera.
- Cambio de durmientes en sector Concepción - Chiguayante.
- Cambio de durmientes en sector La Leonera - Hualqui.

Estos trabajos estaban planificados para ser finalizados el 30 de septiembre de 2006.
Además hubo proyectos de seguridad en el que se confinó 50 km de la vía y se construyó una pasarela en el Sector de laguna Redonda. Además se mejoraron cruces vehiculares y cruces peatonales. Se firmaron convenios para iluminar los cruces con las distintas municipalidades por donde pasa la vía férrea en los sectores urbanos.[cita requerida]

### Incorporación de material rodante: Unidad de Tren (UT) 440 Modelo Concepción
Luego de varias conversaciones se optó por reformar 3 UT 440 R de la Flota Metrotrén y comprar 4 automotores reformados UT 440 a Renfe (España). Se hicieron modificaciones de diseño para adaptarlo a las necesidades de la Red de Biotrén.[cita requerida]
La Empresa de los Ferrocarriles del Estado invirtió un total de US $16.800.000 en la compra de material rodante.
Así, la flota actual está compuesta por siete automotores eléctricos UT 440 Modelo Concepción de tres coches, pintados de anaranjado, que están dotados de 321 asientos (20 de los asientos son abatibles) y tienen una capacidad para 590 pasajeros.[cita requerida]

### Estaciones (tercera generación)
A raíz de la ejecución de Biovías, la red aumentó de diez a dieciséis bioestaciones y se incorporó la línea 2 (L2). Las estaciones del Biotrén o Bioestaciones presentan una arquitectura totalmente renovada respecto al antiguo sistema. Los andenes son techados y poseen acceso para minusválidos .Las estaciones en negrita corresponden a Estaciones Intermodales (EIM).[cita requerida]
| Línea 1 De noroeste a sureste | Línea 2 De centro a suroeste                                                 |
| - Mercado - El Arenal - Hospital Las Higueras - Los Cóndores - Universidad Técnica Federico Santa María - Lorenzo Arenas - Concepción - Chiguayante - Pedro Medina - Manquimávida - La Leonera - Hualqui | - Concepción - Juan Pablo II - Diagonal Biobío - Costa Mar - Lomas Coloradas |

### Modalidad de viaje
El Sistema permite mediante el uso de la Tarjeta de prepago Biovías, acceder al pago diferido según tramo recorrido. La recarga de la tarjeta es realizable en las boleterías de cada una de las estaciones. Luego, con la tarjeta cargada, se procede abrir un viaje acercando la terjeta al lector. Luego se toma el tren en el andén correspondiente y posteriormente se baja en la estación de destino. Finalmente se cierra el viaje acercando la tarjeta al lector.

### Intermodalidad
Las mencionadas Estaciones Intermodales (EIM) permiten la combinación intermodal entre tren y bus integrador llamado Biobús, mediante boleto combinado adquirido sólo en Bioestaciones.[cita requerida]
Actualmente, se encuentra en operaciones el servicio de buses integradores Biobuses de la EIM Concepción, con los recorridos:
- : EIM Concepción -Universidad del Biobío (UBB) y viceversa. Este tramo fue eliminado en septiembre de 2006.
- : EIM Concepción - Mall Plaza del Trébol - Universidad de las Américas (costado Aeropuerto) y viceversa.

## Gerencia Zonal del Biobío
En marzo de 2006, se creó esta nueva gerencia a cargo de Jorge Inostroza, proveniente de Metro S.A., para potenciar el Biotrén y además los servicios Automotor Alameda - Talcahuano y Regional Talcahuano-Renaico. Se mejoró los itinerarios originales, el esquema tarifario, y se negoció la implementación del Biobús en el EIM Concepción.[cita requerida]
En septiembre de 2006, esta gerencia fue eliminada, luego de un proceso de reestructuración de la empresa, y su titular pasó a la nueva Gerencia de Gestión Corporativa. En diciembre de 2007, EFE crea nuevamente una Gerencia Regional, a cargo de Nelson Hernández Roldán. En mayo de 2008, se nombra al Gerente Regional de EFE, como nuevo Gerente General de la empresa Ferrocarriles Suburbanos de Concepción S.A. (Fesub S.A.). Esta filial de EFE toma la administración de los servicios de las regiones del Biobío y La Araucanía.[cita requerida]

## Nuevos proyectos

### Aumento de frecuencias
A fines de 2012 se anunció, por Fesub S.A., el proyecto de Aumento de Frecuencias, que en los primeros días de febrero de 2014 se terminó en su totalidad, con la apertura de la Estación Alborada. El proyecto contempló nuevos desvíos para el cruzamiento de trenes, una nueva estación en el sector de Michaihue (Alborada), la construcción del andén Oriente de Lomas Coloradas y el andén Norte de Juan Pablo II y un aumento de frecuencias: antes los trenes en la mañana tenían una frecuencia cada 30 minutos y con el proyecto se redujeron a 18 minutos solo en Línea 2. Las frecuencias de las tardes son cada una hora. Las nuevas frecuencias comenzaron los primeros días de septiembre de 2013 y la inauguración de la Estación Alborada fue en febrero de 2014.[cita requerida]

### Biotrén a Coronel
En febrero de 2013, el presidente de la República Sebastián Piñera anunció que el Biotrén llegaría a Coronel alrededor de 2015. Desde la estación que se ubicará en Coronel (la última de la Línea 2 del Biotren), se hará una conexión por medio de buses (Buses Licitados o Biobús) hasta la comuna de Lota, que ayudará a los lotinos y los habitantes de la provincia de Arauco a llegar a la capital del Biobío.[cita requerida]

### Estaciones (cuarta generación)
| Línea 1 De noroeste a sureste | Línea 2 De centro a suroeste |
| - Mercado de Talcahuano - El Arenal - Hospital Las Higueras - Los Cóndores - Universidad Técnica Federico Santa María - Lorenzo Arenas - Concepción - Chiguayante - Pedro Medina - Manquimávida - La Leonera - Hualqui | - Estación Concepción - Estación Juan Pablo II - Estación Diagonal Biobío - Estación Alborada - Estación Costa Mar - Estación El Parque - Estación Lomas Coloradas - Estación Cardenal Raúl Silva Henríquez - Estación Hito Galvarino - Estación Los Canelos - Estación Huinca - Estación Cristo Redentor - Estación Laguna Quiñenco - Estación Coronel |

### Estudios de extensión hacia el centro de Concepción
Actualmente está en evaluación de prefactibilidad un proyecto para extender el servicio desde la actual Estación Concepción hasta el Terminal de Buses Collao (interurbano), o posiblemente hasta la Universidad del Bío-Bío, lo que significaría una extensión de 5,3 kilómetros y ocho estaciones, con un trazado propuesto, principalmente, por la Avenida Bernardo O'Higgins. Se espera que los resultados de la etapa de prefactibilidad iniciada en mayo de 2015 se termine en julio del mismo año con una propuesta definitiva.